# Sanski Most
Sanski Most je mesto in občina v Bosni in Hercegovini. 

## Lega
Sanski Most leži na severozahodu države med Prijedorom in Ključem, na bregovih reke Sane. Poleg Sane skozi občino teče še osem krajših rečic: Sanica, Dabar, Zdena, Bliha, Majdanska rijeka, Japra, Sasinka in Kozica.
Mesto in občina sta del Unsko-sanskega kantona Federacije Bosne in Hercegovine.

## Zgodovina
Območje občine naj bi bilo poseljeno neprekinjeno že skoraj 4000 let; o prazgodovinski poselitvi pričajo odkrita gradišča.
Med drugo svetovno vojno je Sanski Most pripadal Neodvisni državi Hrvaški. Maja 1941 so bile vasi v okolici Sanskega Mosta prizorišče Đurđevdanske vstaje, prvega upora srbskega prebivalstva proti fašističnemu ustaškemu režimu. Med 30. junijem in 2. julijem 1944 je v Sanskem Mostu potekalo drugo zasedanje Državnega protifašističnega sveta narodne osvoboditve Bosne in Hercegovine (ZAVNOBiH), na katerem je bila med drugim razglašena enakopravnost Muslimanov (Bošnjakov), Hrvatov in Srbov v novi republiki Bosni in Hercegovini.
Ob izbruhu vojne v Bosni in Hercegovini leta 1992 je Sanski Most zasedla Vojska Republike Srbske, ki je ohranila nadzor nad mestom do 10. oktobra 1995, ko ga je zavzela Armija Republike Bosne in Hercegovine. Po koncu vojne v državi se je del občine odcepil v občino Oštra Luka, ki pripada Republiki Srbski.

## Prebivalstvo
Pred razpadom Jugoslavije je v Sanskem Mostu živelo mešano bošnjaško in srbsko prebivalstvo. Po popisu leta 2013 so tako v občini kot v mestu prevladovali Bošnjaki, medtem ko so številne okoliške vasi še vedno večinsko srbske.
| Narodna sestava prebivalstva po letih | Narodna sestava prebivalstva po letih |
| --- | --- |
| . Občina Sanski Most, popis 1991; skupaj: 60.307 Muslimani 28.136 (46,65 %) Srbi 25.363 (42,05 %) Hrvati 4.322 (7,16 %) Jugoslovani 1.247 (2,06 %) drugi in neznano 1.239 (2,05 %) | . Občina Sanski Most, popis 2013; skupaj: 41.475 Muslimani 38.344 (92,5 %) Srbi 1.837 (4,4 %) Hrvati 722 (1,7 %) drugi in neznano 572 (1,4 %) |